# Туркин, Николай Васильевич
Николай Васильевич Туркин (1858 — 1918) — юрист, охотник, издатель журнала «Природа и Охота»; активный разработчик охотничьего законодательства, автор нескольких справочников для охотников и рыболов, редактор посмертных изданий по охоте и рыбной ловле Л. П. Сабанеева.

## Биография
Николай Васильевич Туркин родился в городе Новочеркасске в 1861 году, в старинной казачьей семье. Братьями Николая Васильевича были Константин и Никандр Туркины, так же прославившиеся в публицистике. Константин Васильевич стал ветеринарным врачом, а в свободное время писал для юмористических журналов («Стрекозы», «Будильника» и других). Племянник Николая Васильевича - известный советский сценарист, киновед, теоретик кино, один из основателей ВГИКа Валентин Константинович Туркин. Второй брат, Никандр Васильевич, стал театральным критиком, а с возникновением русского кинопроизводства — кинорежиссером, постановщиком нескольких десятков картин. 
Н. В. Туркина в 1886 году закончил юридический факультет Санкт-Петербургского университета со степенью кандидата прав. В 1887 году стал помощником популяризатора и организатора охотничьего и рыболовного дела Леонида Павловича Сабанеева, который попросил М. А. Мензбира найти ему в помощь кого-нибудь из выпускников Московского университета. По своим политическим взглядам, а также взгляду на охотничье дело Туркин оказался полностью созвучен Сабанееву. Их совместное сотрудничество быстро переросло в искреннюю дружбу и, по словам сына Леонида Павловича — музыковеда Леонида Леонидовича, Туркин стал близким членом их семьи. С 1887 г. они вместе начали издавать «Охотничью газету» – еженедельное приложение к журналу «Охотничий календарь», чтобы оперативно реагировать на ситуацию в охотничьей сфере, отвечать на критику конкурентов. 
С 1889 года Туркин стал редактором-издателем журнала «Охотничья газета», в то время как Сабанеев стал издавать журнал «Природа и Охота». Нужно было это для того, чтобы привлечь больше подписчиков, но этого не случилось. Тогда в сентябре 1891 г. Сабанеев и Туркин подали совместное прошение в Главное управление по делам печати вновь соединить эти издания с общей подписной годовой ценой в 15 рублей. Однако и эта мера не принесла журналам финансового благополучия. Число подписчиков колебалось в пределах 500—600.
Деятельность по сохранению традиций русской охоты и популяризации ее как науки привели Николая Туркина к знакомству с егермейстером Высочайшего Императорского двора действительным Статским советником Михаилом Владимировичем Андреевским в 1888 году. Вот что Андреевский написал об их первой встрече: «Был в Москве. Познакомился с редакторами журналов «Природа и Охота» и «Охотничья Газета» Л. П. Сабанеевым и Н. В. Туркиным. Вынес особенное впечатление. Я долго слушал Туркина, он говорил убежденно. “Охотничье хозяйство”! Охотничье хозяйство на 1/4 земного шара! Вот чему надо послужить. Я уехал из Редакции окрыленный. Взгляд на мою любимую охоту сразу углубился и расширился. Я пойду рука об руку с этими учеными охотниками в созидании охотничьего хозяйства России. Да поможет нам Господь!».
Они вместе борются за принятие первого в истории России закона об охоте, который бы регламентировал охотничью деятельность. Туркин будет присутствовать как редактор журналов «Природа и Охота» и «Охотничья Газета» 27 февраля и 4 марта 1890 года на обсужденьях в Совете министра госимуществ М. Н. Островского наравне с управляющим охотой Его Императорского Величества Светлейшего князем Д. Б. Голицыным и председателем Императорского Общества Покровительства животных П. В. Жуковским. Н.В. Туркин принимал активное участие в формировании закона. Он заявил, он выступал против излишней строгости к браконьерам и полагал, что установление значительного усиления репрессий не вызывается действительными нуждами охотничьего дела. 
В мае 1903 года Туркин подал прошение на высочайшее имя о помощи журналам и попросил выделить ежегодную субсидию, которую Николай II разрешил. К сожалению, Туркин так и не смог вывести журналы на уровень рентабельности, и когда в 1912 г. закончилась государственная поддержка, они тихо и незаметно закрылись. 
Дальнейшая судьба Николая Васильевича неизвестна.